# Collegio di Corby and East Northamptonshire
Corby and East Northamptonshire è un collegio elettorale inglese situato nel Northamptonshire, nelle Midlands Orientali, rappresentato alla Camera dei comuni del Parlamento del Regno Unito. Elegge un membro del parlamento con il sistema first-past-the-post, ossia maggioritario a turno unico; l'attuale parlamentare è Lee Barron del Partito Laburista, che rappresenta il collegio dal 2024.
Fino al 2024 il collegio era noto solo con il nome di Corby.

## Estensione

Corby dal 2010 al 2024

- 1983-2010: il distretto di Corby e i ward del distretto di East Northamptonshire di Barnwell, Brigstock, Drayton, Forest, Irthlingborough, King's Cliffe, Lower Nene, Margaret Beaufort, Oundle, Raunds, Ringstead, Stanwick, Thrapston, Willibrook e Woodford.
- 2010-2024: il borgo di Corby e i ward del distretto di East Northamptonshire di Barnwell, Dryden, Fineshade, Irthlingborough, King's Forest, Lower Nene, Lyveden, Oundle, Prebendal, Raunds Saxon, Raunds Windmill, Ringstead, Stanwick, Thrapston e Woodford.
- dal 2024: i ward del distretto di North Northamptonshire di Corby Rural; Corby West; Irthlingborough; Kingswood; Lloyds; Oakley; Oundle; Raunds e Thrapston.[1]

Il collegio fu creato nel 1983 e incorporò parti dei collegi di Kettering e Wellingborough. Prende il nome dalla città di Corby nel Northamptonshire. Il collegio è altalenante e viene conteso da conservatori e laburisti, rispetto ai più solidi collegi conservatori delle aree rurali dell'East Northamptonshire.

## Membri del parlamento
| Elezione | Elezione | Deputato        | Partito      |
| -------- | -------- | --------------- | ------------ |
|          | 1983     | William Powell  | Conservatore |
|          | 1997     | Phil Hope       | Laburista    |
|          | 2010     | Louise Bagshawe | Conservatore |
|          | 2012 (S) | Andy Sawford    | Laburista    |
|          | 2015     | Tom Pursglove   | Conservatore |
|          | 2024     | Lee Barron      | Laburista    |

## Elezioni

### Elezioni negli anni 2020
| Partito                    | Partito                                           | Candidato                  | Risultati 4 luglio 2024 | Risultati 4 luglio 2024 |
| Partito                    | Partito                                           | Candidato                  | Voti                    | %                       |
| -------------------------- | ------------------------------------------------- | -------------------------- | ----------------------- | ----------------------- |
|                            | Laburista                                         | Lee Barron                 | 21 020                  | 42,39                   |
|                            | Conservatore                                      | Tom Pursglove              | 14 689                  | 29,62                   |
|                            | Reform UK                                         | Edward McDonald            | 8 760                   | 17,67                   |
|                            | Verdi                                             | Lee Forster                | 2 507                   | 5,06                    |
|                            | Lib Dem                                           | Chris Lofts                | 2 191                   | 4,42                    |
|                            | Indipendente                                      | Karen Blott                | 422                     | 0,85                    |
|                            |                                                   |                            |                         |                         |
| Iscritti                   | Iscritti                                          | Iscritti                   | 78 787                  | 100,00                  |
| ↳ Votanti (% su iscritti)  | ↳ Votanti (% su iscritti)                         | ↳ Votanti (% su iscritti)  | 49 589                  | 62,94                   |
| ↳ Astenuti (% su iscritti) | ↳ Astenuti (% su iscritti)                        | ↳ Astenuti (% su iscritti) | 29 198                  | 37,06                   |
|                            |                                                   |                            |                         |                         |
|                            | Esito: collegio passa da Conservatore a Laburista |                            |                         |                         |

### Elezioni negli anni 2010
| Partito                    | Partito                                   | Candidato                  | Risultati 12 dicembre 2019 | Risultati 12 dicembre 2019 |
| Partito                    | Partito                                   | Candidato                  | Voti                       | %                          |
| -------------------------- | ----------------------------------------- | -------------------------- | -------------------------- | -------------------------- |
|                            | Conservatore                              | Tom Pursglove              | 33 410                     | 55,25                      |
|                            | Laburista                                 | Beth Miller                | 23 142                     | 38,27                      |
|                            | Lib Dem                                   | Chris Stanbra              | 3 923                      | 6,49                       |
|                            |                                           |                            |                            |                            |
| Iscritti                   | Iscritti                                  | Iscritti                   | 86 153                     | 100,00                     |
| ↳ Votanti (% su iscritti)  | ↳ Votanti (% su iscritti)                 | ↳ Votanti (% su iscritti)  | 60 475                     | 70,19                      |
| ↳ Astenuti (% su iscritti) | ↳ Astenuti (% su iscritti)                | ↳ Astenuti (% su iscritti) | 25 678                     | 29,81                      |
|                            |                                           |                            |                            |                            |
|                            | Esito: collegio confermato a Conservatore |                            |                            |                            |

| Partito                    | Partito                                   | Candidato                  | Risultati 8 giugno 2017 | Risultati 8 giugno 2017 |
| Partito                    | Partito                                   | Candidato                  | Voti                    | %                       |
| -------------------------- | ----------------------------------------- | -------------------------- | ----------------------- | ----------------------- |
|                            | Conservatore                              | Tom Pursglove              | 29 534                  | 49,52                   |
|                            | Laburista                                 | Beth Miller                | 26 484                  | 44,41                   |
|                            | Lib Dem                                   | Chris Stanbra              | 1 545                   | 2,59                    |
|                            | UKIP                                      | Sam Watts                  | 1 495                   | 2,51                    |
|                            | Verdi                                     | Steven Scrutton            | 579                     | 0,97                    |
|                            |                                           |                            |                         |                         |
| Iscritti                   | Iscritti                                  | Iscritti                   | 81 918                  | 100,00                  |
| ↳ Votanti (% su iscritti)  | ↳ Votanti (% su iscritti)                 | ↳ Votanti (% su iscritti)  | 59 997                  | 73,24                   |
| ↳ Astenuti (% su iscritti) | ↳ Astenuti (% su iscritti)                | ↳ Astenuti (% su iscritti) | 21 921                  | 26,76                   |
|                            |                                           |                            |                         |                         |
|                            | Esito: collegio confermato a Conservatore |                            |                         |                         |

| Partito                    | Partito                                           | Candidato                  | Risultati 7 maggio 2015 | Risultati 7 maggio 2015 |
| Partito                    | Partito                                           | Candidato                  | Voti                    | %                       |
| -------------------------- | ------------------------------------------------- | -------------------------- | ----------------------- | ----------------------- |
|                            | Conservatore                                      | Tom Pursglove              | 24 023                  | 42,77                   |
|                            | Laburista                                         | Andy Sawford               | 21 611                  | 38,47                   |
|                            | UKIP                                              | Margot Parker              | 7 708                   | 13,72                   |
|                            | Lib Dem                                           | Peter Harris               | 1 458                   | 2,60                    |
|                            | Verdi                                             | Jonathan Hornett           | 1 374                   | 2,45                    |
|                            |                                                   |                            |                         |                         |
| Iscritti                   | Iscritti                                          | Iscritti                   | 79 792                  | 100,00                  |
| ↳ Votanti (% su iscritti)  | ↳ Votanti (% su iscritti)                         | ↳ Votanti (% su iscritti)  | 56 174                  | 70,40                   |
| ↳ Astenuti (% su iscritti) | ↳ Astenuti (% su iscritti)                        | ↳ Astenuti (% su iscritti) | 23 618                  | 29,60                   |
|                            |                                                   |                            |                         |                         |
|                            | Esito: collegio passa da Laburista a Conservatore |                            |                         |                         |

| Partito                    | Partito                                                 | Candidato                  | Risultati 15 novembre 2012 | Risultati 15 novembre 2012 |
| Partito                    | Partito                                                 | Candidato                  | Voti                       | %                          |
| -------------------------- | ------------------------------------------------------- | -------------------------- | -------------------------- | -------------------------- |
|                            | Laburista Co-Op                                         | Andy Sawford               | 17 267                     | 48,41                      |
|                            | Conservatore                                            | Christine Emmett           | 9 476                      | 26,57                      |
|                            | UKIP                                                    | Margot Parker              | 5 108                      | 14,32                      |
|                            | Lib Dem                                                 | Jill Hope                  | 1 770                      | 4,96                       |
|                            | BNP                                                     | Gordon Riddell             | 614                        | 1,72                       |
|                            | Democratici                                             | David Wickham              | 432                        | 1,21                       |
|                            | Verdi                                                   | Jonathan Hornett           | 378                        | 1,06                       |
|                            | Indipendente                                            | Ian Gillman                | 212                        | 0,59                       |
|                            | Cannabis Law Reform                                     | Peter Reynolds             | 137                        | 0,38                       |
|                            | Elvis Loves Pets                                        | David Bishop               | 99                         | 0,28                       |
|                            | Indipendente                                            | Mr Mozzarella              | 73                         | 0,20                       |
|                            | Young People's Party                                    | Rohen Kapur                | 39                         | 0,11                       |
|                            | Democracy 2015                                          | Adam Lotun                 | 35                         | 0,10                       |
|                            | United People's Party                                   | Christopher Scotton        | 25                         | 0,07                       |
|                            |                                                         |                            |                            |                            |
| Iscritti                   | Iscritti                                                | Iscritti                   | 79 609                     | 100,00                     |
| ↳ Votanti (% su iscritti)  | ↳ Votanti (% su iscritti)                               | ↳ Votanti (% su iscritti)  | 35 665                     | 44,80                      |
| ↳ Astenuti (% su iscritti) | ↳ Astenuti (% su iscritti)                              | ↳ Astenuti (% su iscritti) | 43 944                     | 55,20                      |
|                            |                                                         |                            |                            |                            |
|                            | Esito: collegio passa da Conservatore a Laburista Co-Op |                            |                            |                            |

| Partito                    | Partito                                           | Candidato                  | Risultati 6 maggio 2010 | Risultati 6 maggio 2010 |
| Partito                    | Partito                                           | Candidato                  | Voti                    | %                       |
| -------------------------- | ------------------------------------------------- | -------------------------- | ----------------------- | ----------------------- |
|                            | Conservatore                                      | Louise Bagshawe            | 22 886                  | 42,24                   |
|                            | Laburista                                         | Phil Hope                  | 20 935                  | 38,64                   |
|                            | Lib Dem                                           | Portia Wilson              | 7 834                   | 14,46                   |
|                            | BNP                                               | Roy Davies                 | 2 525                   | 4,66                    |
|                            |                                                   |                            |                         |                         |
| Iscritti                   | Iscritti                                          | Iscritti                   | 78 294                  | 100,00                  |
| ↳ Votanti (% su iscritti)  | ↳ Votanti (% su iscritti)                         | ↳ Votanti (% su iscritti)  | 54 180                  | 69,20                   |
| ↳ Astenuti (% su iscritti) | ↳ Astenuti (% su iscritti)                        | ↳ Astenuti (% su iscritti) | 24 114                  | 30,80                   |
|                            |                                                   |                            |                         |                         |
|                            | Esito: collegio passa da Laburista a Conservatore |                            |                         |                         |

### Elezioni negli anni 2000
| Partito                    | Partito                                      | Candidato                  | Risultati 5 maggio 2005 | Risultati 5 maggio 2005 |
| Partito                    | Partito                                      | Candidato                  | Voti                    | %                       |
| -------------------------- | -------------------------------------------- | -------------------------- | ----------------------- | ----------------------- |
|                            | Laburista Co-Op                              | Phil Hope                  | 20 913                  | 43,10                   |
|                            | Conservatore                                 | Andrew Griffith            | 19 396                  | 39,97                   |
|                            | Lib Dem                                      | David Radcliffe            | 6 184                   | 12,74                   |
|                            | UKIP                                         | Ian Gillman                | 1 278                   | 2,63                    |
|                            | Laburista Socialista                         | Steven Carey               | 499                     | 1,03                    |
|                            | Indipendente                                 | John Morris                | 257                     | 0,53                    |
|                            |                                              |                            |                         |                         |
| Iscritti                   | Iscritti                                     | Iscritti                   | 72 754                  | 100,00                  |
| ↳ Votanti (% su iscritti)  | ↳ Votanti (% su iscritti)                    | ↳ Votanti (% su iscritti)  | 48 527                  | 66,70                   |
| ↳ Astenuti (% su iscritti) | ↳ Astenuti (% su iscritti)                   | ↳ Astenuti (% su iscritti) | 24 227                  | 33,30                   |
|                            |                                              |                            |                         |                         |
|                            | Esito: collegio confermato a Laburista Co-Op |                            |                         |                         |

| Partito                    | Partito                                      | Candidato                  | Risultati 7 giugno 2001 | Risultati 7 giugno 2001 |
| Partito                    | Partito                                      | Candidato                  | Voti                    | %                       |
| -------------------------- | -------------------------------------------- | -------------------------- | ----------------------- | ----------------------- |
|                            | Laburista Co-Op                              | Phil Hope                  | 23 283                  | 49,31                   |
|                            | Conservatore                                 | Andrew Griffith            | 17 583                  | 37,23                   |
|                            | Lib Dem                                      | Kevin Scudder              | 4 751                   | 10,06                   |
|                            | UKIP                                         | Ian Gillman                | 855                     | 1,81                    |
|                            | Laburista Socialista                         | Andrew Dickson             | 750                     | 1,59                    |
|                            |                                              |                            |                         |                         |
| Iscritti                   | Iscritti                                     | Iscritti                   | 72 649                  | 100,00                  |
| ↳ Votanti (% su iscritti)  | ↳ Votanti (% su iscritti)                    | ↳ Votanti (% su iscritti)  | 47 222                  | 65,00                   |
| ↳ Astenuti (% su iscritti) | ↳ Astenuti (% su iscritti)                   | ↳ Astenuti (% su iscritti) | 25 427                  | 35,00                   |
|                            |                                              |                            |                         |                         |
|                            | Esito: collegio confermato a Laburista Co-Op |                            |                         |                         |

## Risultati dei referendum

### Referendum sulla permanenza del Regno Unito nell'Unione europea del 2016
|             | Collegio | Lasciare UE % | Rimanere in UE % |
| ----------- | -------- | ------------- | ---------------- |
|             | Corby    | 60,1%         | 39,9%            |
| Inghilterra | 53,3%    | 46,7%         |                  |
| Regno Unito | 51,9%    | 48,1%         |                  |